# Євген Петрушевич (монета)
«Євге́н Петруше́вич» — ювілейна монета номіналом 2 гривні, випущена Національним банком України. Присвячена Євгену Петрушевичу (1863—1940) — українському правникові, діячу українського національно-визвольного руху в Галичині, одному з організаторів Західноукраїнської Народної Республіки, голові її парламенту — Української Національної Ради (фактично — президенту ЗУНР).
Монету введено в обіг 23 травня 2008 року. Вона належить до серії «Видатні особистості України».

## Опис та характеристики монети
| Номінал грн. | Метал      | Маса, грам | Діаметр, мм. | Якість виготовлення       | Гурт     | Тираж, штук |
| ------------ | ---------- | ---------- | ------------ | ------------------------- | -------- | ----------- |
| 2            | нейзильбер | 12,8       | 31           | спеціальний анциркулейтед | рифлений | 35 000      |

### Аверс
На аверсі монети в центрі зображено малий Державний Герб України, під ним — рік карбування монети — «2008», по колу розміщено написи: «НАЦІОНАЛЬНИЙ БАНК УКРАЇНИ» (угорі), «ДВІ ГРИВНІ» (унизу) та логотип Монетного двору Національного банку України.

### Реверс
На реверсі монети зображено портрет Євгена Петрушевича, праворуч від якого — роки життя «1863/1940», ліворуч — Галицький лев та унизу півколом напис — «ЄВГЕН ПЕТРУШЕВИЧ».

## Автори

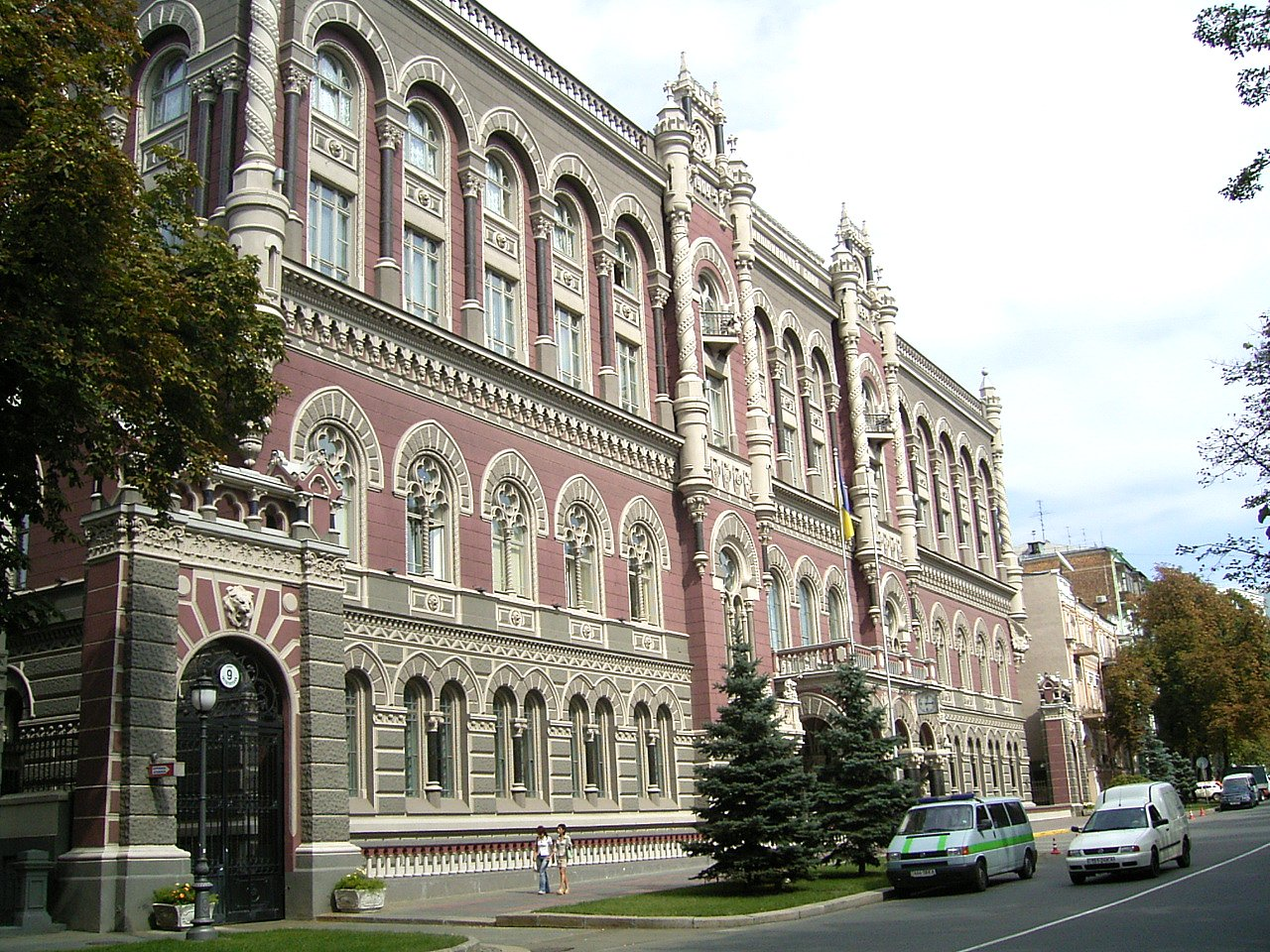
Будівля Національного банку України

- Художники: Дем'яненко Володимир (аверс); Таран Володимир, Харук Олександр, Харук Сергій (реверс).
- Скульптори: Дем'яненко Володимир, Атаманчук Володимир.

## Вартість монети
Ціна монети — 15 гривень, була зазначена на сайті Національного банку України 2011 року.
Фактична приблизна вартість монети з роками змінювалася так:
| Рік        | 2010 | 2011 | 2012 | 2013 | 2014 | 2015 | 2016 | 2017 | 2018 | 2019 | 2020 | 2021 | 2022 | 2023 | 2024 | 2025 |
| ---------- | ---- | ---- | ---- | ---- | ---- | ---- | ---- | ---- | ---- | ---- | ---- | ---- | ---- | ---- | ---- | ---- |
| Ціна, грн. | 17   | 20   | 20   | 20   | 25   | 30   | 35   | 40   | 45   | 50   | 50   | 50   | 55   | 120  | 130  | 140  |